# 劉劭威
劉劭威（1996年3月26日—），為台灣棒球選手，守備位置為投手。於2019年季中選秀中被中信兄弟以第六輪第三十一順位選進。
2020年季末被中信兄弟釋出，後被富邦悍將隊邀請參加春訓，並於2021年被登錄為正式選手。然而，在該年季末又遭到釋出，職棒生涯暫時結束。

## 經歷
- 臺北縣新莊市光華國民小學少棒隊
- 新北市立二重國民中學青少棒隊
- 新北市私立穀保高級家事商業職業學校青棒隊
- 臺北市中國文化大學棒球隊（美孚巨人）
- 新北市成棒隊（2018年－2019年）
- 中華職棒中信兄弟（2019年－2020年）
- 中華職棒富邦悍將（2021年）

## 職棒生涯成績
| 年度 | 球隊     | 出賽 | 先發 | 勝投 | 敗投 | 中繼 | 救援 | 完投 | 完封 | 三振 | 四死 | 責失 | 投球局數 | 自責分率 | 被上壘率 |
| ---- | -------- | ---- | ---- | ---- | ---- | ---- | ---- | ---- | ---- | ---- | ---- | ---- | -------- | -------- | -------- |
| 2021 | 富邦悍將 | 3    | 0    | 0    | 0    | 1    | 0    | 0    | 0    | 1    | 1    | 2    | 2.1      | 7.71     | 2.14     |
| 合計 | 1年      | 3    | 0    | 0    | 0    | 1    | 0    | 0    | 0    | 1    | 1    | 2    | 2.1      | 7.71     | 2.14     |

## 外部連結
- 劉劭威在台灣棒球維基館上的頁面（繁體中文）
- 球員資訊和成績在中華職棒官網（中文）